# 大津市民の歌
「大津市民の歌」（おおつしみんのうた）は、日本の滋賀県大津市が1958年（昭和33年）に制定した市民歌である。作詞・塩見淳一、作曲・平井康三郎。

## 解説
大津市では1920年（大正9年）10月に桃山墓陵墓監の猪谷不美夫が作詞、滋賀県師範学校教諭の竹内岩尾が作曲した「大津市歌」が制定されており、1933年（昭和8年）4月16日に滋賀郡膳所町および石山町と合併した際は記念歌「大大津の歌」が滋賀県内務部長・三樹樹三の作詞、滋賀女子師範学校教授・須川政太郎の作曲で発表されている。
初代「大津市歌」は合併による市域拡大や終戦を経ても変わらずその地位に在ったが楽譜の現存は確認されておらず、1958年（昭和33年）の市制60周年を機に新しく「市民の歌」を作成することになった。懸賞募集の応募者は88名で、後に滋賀大学教育学部教授となる塩見淳一の応募作が入選採用され、平井康三郎が市の依頼を受けて作曲を行い5月17日付で制定される。発表演奏は同日に滋賀会館で開催され、市の自主製作によりA面に安則雄馬と景山木美子によるデュエット、B面に管弦楽演奏を収録したSP盤（規格品番：H3042-A/B）が作成された。
制定後は年1回発行の『大津市勢要覧』に必ず「大津市民の歌」の歌詞と楽譜が掲載されており、大津市役所では「市で開催する市制式典などで歌われる」としている。